# 再生 (X-ファイルのエピソード)
「再生」（原題:Young at Heart）は『X-ファイル』のシーズン1第16話で、1994年2月11日にFOXが初めて放送した。

## スタッフ
- 監督：マイケル・ラング
- 脚本：クリス・カーター、スコット・カウファー

## キャスト

### レギュラー
- デイヴィッド・ドゥカヴニー - フォックス・モルダー特別捜査官
- ジリアン・アンダーソン - ダナ・スカリー特別捜査官

### ゲスト
- ジェリー・ハーディン - ディープ・スロート
- アラン・ボイス - 若返ったジョン・バーネット
- デヴィッド・ペーターソン - ジョン・バーネット
- ディック・アンソニー・ウィリアムズ - レジー・パデュー
- クリスティーン・エスタブルック - ヘンダーソン捜査官
- ロビン・モズレー - ジョー・リドリー博士
- ウィリアム・B・デイヴィス - CIAのエージェント（シガレット・スモーキング・マン）
- グレアム・ジャーヴィス - 医師
- メリリン・ガン - 検察官

## ストーリー
1989年、ペンシルベニア州のとある刑務所に服役しているジョー・クランダルは診療室から上がった悲鳴を聞く。診療室へ行ってみた彼は、刑務所の医者ジョー・リドリーが囚人のジョン・バーネットの手を切り落とす様子を目にする。リドリーはクランダルにメスを突きつけ、「バーネットは死んだんだ。わかったな。」と脅すが、クランダルは死んだはずのバーネットが瞬きをするのを見る。
それから4年後の現在、モルダーはかつての上司であったレジー・パデューに宝石強盗の犯行現場に呼ばれる。現場にあった犯人のメモ書きに自分の名前を見つけたモルダーは、バーネットがメモを書いたのではないかと疑う。バーネットは、モルダーが捜査に携わった初めての事件の犯人であったが、バーネットは刑務所で死んだはずである。レジーはスカリーにバーネットの逮捕の瞬間をとらえた映像を見せた。モルダーはバーネットの背後にいたにも拘らず、彼が人質を取っていたため、銃を使えなかったのである。それはFBIの規則にも定められていることであった。その結果、バーネットは人質だけではなく捜査官の一人をも撃ち殺した。
スカリーがバーネットの死因を調べたところ、カルテには心臓発作と記載されているにもかかわらず、心臓を患っていた形跡がないことがわかる。それどころか、バーネットが治療を受けていたのは手の傷であった。その頃、バーネットはモルダーの車にメモ書きの入った封筒を置いていた。その封筒にはモルダーとスカリーを隠し撮りした写真も入っていた。
モルダーとスカリーは服役中のクランダルの元を訪ねる。クランダルは1989年に自分が何を見たのかを2人に話す。その後、モルダーのオフィスの電話にバーネットから電話がかかってくる。モルダーはレジーにバーネットが生きていると電話で伝えるが、その電話の最中に、レジーはバーネットに絞殺される。スカリーがリドリーの過去を調べると、1979年に早老症の患者に非合法な医療実験を行ったことで医師免許を取り消されていたことが判明する。モルダーはリドリーが実験を通して若返る方法を見つけたのではないかと考える。
スカリーの家に突然リドリーが訪ねてくる。スカリーはモルダーを呼び、2人でリドリーの話を聞く。リドリーはバーネットの手をサンショウウオの細胞と置き換えたら若返ったと主張する。また、バーネットはリドリーの研究成果を盗み出し、政府との取引を試みているという。モルダーはディープ・スロートに事実関係を確認したところ、「政府はバーネットの前科を抹消することと引き換えに、若返る方法を伝授してもらうつもりだ。」という回答を得る。
スカリーは自宅の留守電が誰かに聞かれていたことに気が付き、電話からバーネットの指紋を見つける。バーネットはスカリーへの殺人予告とも取れる電話をかけてきた。それを受けて、モルダーはスカリーが友人と行く予定の演奏会でバーネットを逮捕するためにある計略を試みることにした。
演奏会の会場で、FBI捜査官たちはバーネットが来るのを待ち構えていた。若返ったバーネットは誰にも気づかれることなくピアノ調律師として会場に潜入していた。バーネットはスカリーを銃撃して会場を立ち去ろうとしたが、FBI捜査官が張り込んでいたために、チェリストを人質に取った。バーネットは規則を理由にモルダーが自分を撃てないと高をくくっていたが、モルダーは躊躇することなく発砲する。スカリーは防弾チョッキを着ていたため無傷で済んだ。医師たちは重傷を負ったバーネットを必死に治療したが、バーネットは死んだ。治療中、どこかで見たことのあるCIAのエージェント（シガレット・スモーキング・マン）がバーネットからリドリーの研究成果の在処を聞き出そうとしていたが、徒労に終わった。
アメリカのどこかの駅にあるロッカーの935番ボックス。バーネットはそこにリドリーの研究成果を隠していたのだろうか。いつの日かその成果が人類の手に渡る日が来るのかもしれないし、永遠に来ないのかもしれない。

## 製作
本エピソードはクリス・カーターの知人のフリーランスの脚本家、スコット・カウファーが脚本を執筆した。カウファーは『カリフォルニア・マガジン』の記者をしていたことがあり、また、ワーナー・ブラザースでコメディの製作に携わったこともある。カウファーの脚本をカーターがリライトする形で本エピソードの脚本は書き上がった。カーターは「サンショウウオの細胞を移植する」という設定を付け加えた。FOXがバーネットがレジーを殺すシーンに苦情を入れてきたために、製作スタッフはそのシーンを大幅に短縮せざるを得なくなった。劇中で使用される早老症の女の子の映像は、スタッフが実際に撮影したものである。その女の子と両親は『X-ファイル』の大ファンであり、撮影のためだけにサンディエゴからバンクーバーに飛行機でやって来た。
本エピソードの脚本を読んだマイケル・ラングは高性能のカメラを用いて新しい撮影手法を試してみようと思ったという。プロデューサーも撮影スタッフに新手法の使用を薦めた。新手法は若返ったバーネットとモルダーが対峙するシーンでその素晴らしさを見せつけた。ラングは「普通の目の高さで撮影する代わりに、人間の鼻の高さでカメラを傾けながら撮影した。その結果、どの角度から撮影しているのか分からない映像ができた。1940年代のフィルム・ノワールを彷彿とさせる、緊張感と不安を秘めた画面ができた。」と述べている。
ウィリアム・B・デイヴィスのクレジットが「シガレット・スモーキング・マン」ではなく、「CIAのエージェント」になっていたのは、シーズン1第1話「序章」の設定が引き継がれていたためである。

## 評価
1994年2月11日、FOXは本エピソードを初めてアメリカで放映し、1150万人（680万世帯）が視聴した。
『エンターテインメント・ウィークリー』は本エピソードにC評価を下し、「こじつけの多い作品だ。若返りというテーマ自体もありふれている。」と批判している。『A.V.クラブ』のザック・ハンドルンは「編集がひどく、まとまりにかける。」「ワクワクするようなものがない。」「レジー・パデューの人物像に不自然な点がある。」と批判している。『デン・オブ・ギーク』のマット・ハイは「『Dr.刑事クインシー』のエピソードならこれでいいだろう。しかしこれは『X-ファイル』のエピソードである。それならもっと不気味で恐ろしい話でなければならない。」と評している。
マイケル・ラングは「私はいい意味で独特な脚本がとても気に入った。だから、かなり忠実にそれを映像化した。特に関心を引かれたのは博士が若返りの研究をしているという点だ。その点をもっと掘り下げたかった。」と語っている。製作総指揮を務めるR・W・グッドウィンは「「再生」はシーズン1のエピソードの中でも印象に残った一本だ。早老症の少女と過ごした時間は忘れられないよ」と語っている。
本エピソードとシーズン4第10話「ペーパー・ハート」には「常に真実を追い求めているはずのモルダーが捜査をする中で、秘密を抱えている人間を殺すことになってしまい、その秘密が闇に葬られる」という「『X-ファイル』シリーズの究極のアイロニー」がはっきりと表れているとの指摘がある。